# Erik Arvinder
Erik Mikael Arvinder, född 12 juli 1984 i Stockholm, är en svensk violinist, multiinstrumentalist, arrangör och dirigent, verksam i Europa och USA.
Arvinder är känd för samarbeten med internationella artister som Harry Styles, Lady Gaga, Madonna, Ariana Grande, Coldplay, Childish Gambino och John Legend samt svenska artister som First Aid Kit, Veronica Maggio, Laleh, Robyn, Mando Diao, Seinabo Sey och Markus Krunegård. Han har verkat som konstnärlig ledare för Leksands Kammarmusikfestival och som konsertmästare för flera nordiska ensembler. Han är även en av grundarna av Vamlingbokvartetten. Arvinder är också grundare, dirigent och konstnärlig ledare för Stockholm Studio Orchestra, en sessionsorkester med över 80 musiker som har spelat in musik till över 2500 låtar, filmer, tv-program och tv-spel med cirka 200 musiksläpp om året.

## Uppväxt och utbildning
Arvinder är uppvuxen i en musikalisk familj där båda föräldrar arbetade som musiker – hans mor i Kungliga Filharmonikerna och hans far i Sveriges Radios Symfoniorkester. Han gick i Adolf Fredriks musikklasser och Stockholms musikgymnasium, båda med körinriktning. Redan som 13 år medverkade han som violinist i Stockholms ungdomssymfoniorkester (SUSO).

### Kungliga Musikhögskolan
Arvinder studerade violin vid Kungliga Musikhögskolan i Stockholm. Han fullföljde en sjuårig musikutbildning som inkluderade en kandidatexamen, en magisterexamen och ett diplomprogram. Där har han även medverkat som alumn i samtalsserien Möt Musiklivet.

## Karriär
Genom sin karriär har Arvinder medverkat i ett stort antal projekt med spann över klassisk musik, popmusik, musik för film och TV samt kommersiell produktion. Han har erfarenhet av de många komponenterna i musikproduktion som musiker, arrangör, orkestrator, kompositör och dirigent.

### Inspelade produktioner
Sedan 2010 har Arvinder varit en del av husbandet i TV-programmet Så mycket bättre, där han medverkar som multiinstrumentalist.
Arvinder har arbetat med internationella artister, inklusive Harry Styles, Lady Gaga, Madonna, Dolly Parton, Ariana Grande, Avicii, Coldplay, Childish Gambino och John Legend. Hans arbete inom filmindustrin inkluderar orkestrering för filmer som Creed (2015) och Netflix musikalkomedi The Prom (2020). Hans meriter inkluderar även Star Wars: The Force Awakens (2015) samt TV-produktioner som humorserien Community på NBC och Netflix dokumentärserie Chef's Table.
Vid Nobelbanketten 2024 medverkade Arvinder som dirigent och stråkarrangör. Divertissementet bestod av fyra akter med nykomponerad musik av Bo Wastesson samt Laleh och Gustaf Thörn. Arvinder bidrog med stråkarrangemang och dirigerade inspelningen av låtar som "When Good Ain’t Good" och "Many Lights".

### Live-produktioner
Efter sina studier blev Arvinder vid 23 års ålder den yngsta violinisten att få fast tjänst i Kungliga Filharmoniska Orkestern. Beskrivet som sitt "drömjobb", tillbringade han två år där innan han flyttade till USA. År 2010 flyttade han till Los Angeles där han engagerade sig i professionella musikprojekt med bland annat Los Angeles Chamber Orchestra (LACO).
Mellan 2011 och 2013 turnerade Arvinder som multiinstrumentalist med Childish Gambino under "I Am Donald" och "Camp"- turnéerna, där han spelade violin, keyboard och percussion. År 2014 turnerade han som violinist och ledare för stråkkvartetten under John Legends "All of Me"-turné.
År 2017 samarbetade Arvinder med Anthony Gonzalez (M83) och Chris Hartz (Passion Pit) för att arrangera och orkestrera Cirque du Soleils show Volta.

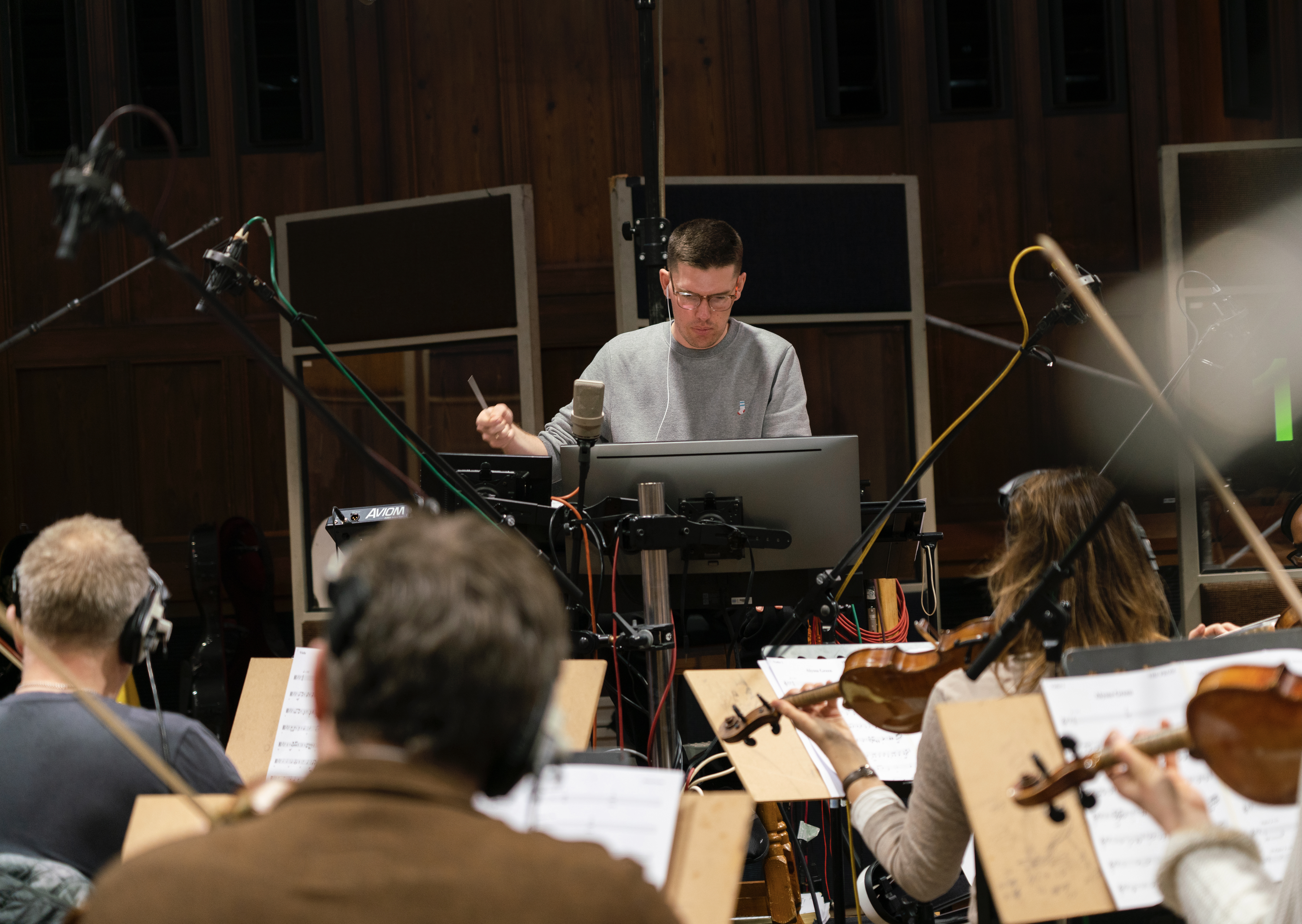
Erik Arvinder under en repetition med Sveriges Radios Symfoniorkester 2025.

I januari och februari 2025 dirigerade Arvinder Sveriges Radios Symfoniorkester i ett samarbete med den svenska duon First Aid Kit i Berwaldhallen i Stockholm.

### Utmärkelser
I april 2025 tilldelades Arvinder guld i kategorin ”Årets Hantverk” vid Gyllene Hjulet-galan, arrangerad av Sponsrings- och Eventsverige (SES), tillsammans med New Progress, LIWLIG, Arvid Svenugsson och Aron Mellergårdh, för arbetet med invigningen av Forskaren – Stockholms nya center för life science.
Juryn motiverade utmärkelsen med orden: ”Med ett unikt och innovativt uttryck har vinnaren skapat en upplevelse där hantverk och kreativ precision samspelar i perfekt harmoni med rummet. Genom skickligt utförande och nyskapande komposition har varje detalj förstärkt helheten och visat att mästerlig eventproduktion verkligen är ett hantverk.”

## Diskografi (urval)
- The Weeknd - Drive (2005) - Violin
- Coldplay - JUPiTER (2024) - Violin
- Ariana Grande - bye (2024) - Violin
- Ariana Grande - imperfect for you - acoustic (2024) - Violin
- Kate Hudson - Glorious (2024) - Stråkarrangör, dirigent
- Sam Smith & Madonna - VULGAR (2023) - Violin
- *NSYNC & Justin Timberlake - Better Place (From TROLLS Band Together) (2023) - Violin
- Ed Sheeran - A Beautiful Game (2023) - Violin
- Loreen - Tattoo (2023) - Stråkarrangör, dirigent
- Lord Huron - Your Other Life (2022) - Dirigent
- FOX - Monarch (2022) - Stråkarrangör, dirigent
- Netflix - Chef's Table Pizza (2022) - Orkestrator, dirigent
- First Aid Kit - Palomino (2022) - Stråkarrangör, dirigent
- Becky Hill & Galantis - Run (2022) - Stråkarrangör, dirigent
- Lord Huron - Long Lost (2021) - Dirigent
- The Knocks & Dragonette - Slow Song (2021) - Stråkarrangör, dirigent
- Galantis & Years & Years - Sweet Talker (2021) - Stråkarrangör, dirigent
- Kungliga Filharmoniska Orkestern & Ella Tiritiello - For A Better Day (2021) -  Producent, arrangör, dirigent
- Netflix - The Prom (2020) - Huvudorkestrator, dirigent
- Galantis - Hurricane (with John Newman) (2020) - Stråkarrangör, dirigent
- Galantis & Dolly Parton - Faith (feat. Mr. Probz) (2019) - Stråkarrangör, dirigent
- James Arthur - Quite Miss Home (2019) - Stråkarrangör, dirigent
- deadmau5 - Where's The Drop? (2018) - Arrangör
- John Williams - Star Wars: The Last Jedi - Original motion picture soundtrack (2017) - Violin
- Morrisey - Low in High School (2017) - Viola
- Justin Timberlake & Mitchell Owens - The Book of Love - Original motion picture soundtrack (2017) - Violin
- Harry Styles - Harry Styles (2017) - Violin
- Galantis - The Aviary (2017) - Stråkarrangör, dirigent
- Lady Antebellum - Heart Break (2017) - Viola
- Netflix - Chef's Table - (2017-2018) - Orkestrator
- Cirque du Soleil - Paramour (2016) - Arrangör
- Cirque du Soleil - Volta (2016) - Arrangör, orkestrator
- Michael Bublé - Nobody but Me (2016) - Violin
- Ludwig Göransson - Central Intelligence - Original motion picture soundtrack - (2016) - Orkestrator, violin
- Theodore Shapiro - Ghostbusters - Original motion picture soundtrack (2016) - Violin
- Ludwig Göransson - Creed - Original motion picture soundtrack (2015) - Orkestrator, violin
- Demi Lovato - Confident (2015) - Violin
- Avicii - Stories (2015) - Stråkarrangör, dirigent
- John Williams - Star Wars: The Force Awakens - Original motion picture soundtrack (2015) - Violin
- Ellie Goulding - Delirium (2015), Violin
- Zara Larsson - Introducing EP (2014) - Stråkarrangör, dirigent
- Lupe Fiasco - Stellar Light (2014) - Stråkarrangör, dirigent
- Lykke Li - I Never Learn (2014) - Violin
- Dirty Loops - Loopified (2014) - Stråkarrangör, dirigent
- Childish Gambino - Because the Internet (2013) - Stråkarrangör, violin
- CeeLo Green - Cee Lo's Magic Moment (2012) - Violin
- Ludwig Göransson - Community - Television soundtrack (2011-2015) - Orkestrator, dirigent, violin
- Childish Gambino - Camp (2011) - Stråkarrangör, violin
- Robyn - Body Talk (2010) - Violin
- Lady Gaga - The Fame Monster (2009) - Violin
- Lykke Li - Youth Novels (2008) - Violin
- Peter Bjorn and John - Living Thing (2009) - Violin
- Primal Scream - Beautiful Future (2008) - Violin